# Calocomus rodingeri
Calocomus rodingeri är en skalbaggsart som beskrevs av Friedrich F. Tippmann 1951. Calocomus rodingeri ingår i släktet Calocomus och familjen långhorningar. Inga underarter finns listade.